# Lagos Rheinsberg
Los lagos Rheinsberg (en alemán: Rheinsbergsee) son un grupo de muchos lagos situados al norte de la ciudad de Berlín, junto a la ciudad homónima, en el distrito rural de Alto Havel —junto a la frontera con el estado de Mecklemburgo-Pomerania Occidental—, en el estado de Brandeburgo (Alemania).
Algunos de los más importantes lagos que forman este sistema son: el lago Stechlin, el lago Bramin, el lago Nehmitz, el lago Großer Prebelow, el lago Roofen, el lago Tietzow, el lago Großer Wumm, el lago Großer Zechliner o el lago Zootzen.